# Tephrina calliposis
Tephrina calliposis är en fjärilsart som beskrevs av Dyar 1916. Tephrina calliposis ingår i släktet Tephrina och familjen mätare. Inga underarter finns listade i Catalogue of Life.